# (165574) Deidre
(165574) Deidre est un astéroïde de la ceinture principale.

## Description
(165574) Deidre est un astéroïde de la ceinture principale. Il fut découvert le 16 février 2001 à la station Anderson Mesa par le programme LONEOS. Il présente une orbite caractérisée par un demi-grand axe de 2,62 UA, une excentricité de 0,13 et une inclinaison de 10,7° par rapport à l'écliptique.

## Compléments